# Christina Strunck
Christina Strunck (* 1970 in München) ist eine deutsche Kunsthistorikerin.

## Leben
Christina Strunck studierte als Stipendiatin der Studienstiftung des Deutschen Volkes Kunstgeschichte, Allgemeine und Vergleichende Literaturwissenschaft sowie Theaterwissenschaft in Mainz, Cambridge und Berlin (MA an der FU Berlin 1994). 1995 bis 1999 schloss sich ein Forschungsaufenthalt in Rom an, gefördert durch Stipendien des DAAD, des Landes Berlin und der Bibliotheca Hertziana (Max-Planck-Institut für Kunstgeschichte). 1999 bis 2001 lehrte sie als lecturer für Kunstgeschichte an der University of York. 2001 Promotion an der FU Berlin mit der Arbeit „Berninis unbekanntes Meisterwerk: Architektur und Programm der Galleria Colonna in Rom“, die 2002 mit der Otto-Hahn-Medaille der Max-Planck-Gesellschaft ausgezeichnet wurde. 2002 bis 2006 war Strunck wissenschaftliche Assistentin an der Bibliotheca Hertziana in Rom. Es folgten Postdoc-Stipendien in Paris, an der Villa I Tatti (The Harvard University Center for Italian Renaissance Studies), am Kunsthistorischen Institut in Florenz, am Getty Research Institute in Los Angeles und an der Herzog August Bibliothek in Wolfenbüttel. 2009 bis 2014 war sie als wissenschaftliche Mitarbeiterin am Kunstgeschichtlichen Institut der Philipps-Universität Marburg tätig, wo sie sich mit der Arbeit „Christiane von Lothringen am Hof der Medici: Geschlechterdiskurs und Kulturtransfer zwischen Florenz, Frankreich und Lothringen“ habilitierte. 2014 wurde sie auf den Lehrstuhl für Kunstgeschichte an der Friedrich-Alexander-Universität Erlangen-Nürnberg berufen und ist seit 2015 Vorstand des dortigen Instituts für Kunstgeschichte. 2018 nahm sie Gastprofessuren an der University of Cambridge und der Yunnan Arts University in Kunming (China) wahr.

## Arbeitsgebiete
Die Forschungsschwerpunkte von Christina Strunck liegen im Bereich der italienischen, französischen und britischen Kunst und Architektur der Frühen Neuzeit und betreffen u. a. kulturelle Transferprozesse zwischen Großbritannien und Kontinentaleuropa sowie zwischen katholischen und protestantischen Kulturen, Bild-Raum-Wissenschaft, kunst- und architekturtheoretische Fragen, Galeriebauten und historische Ausstellungskonzepte, museale Vermittlungsformen, Sozial- und Auftraggebergeschichte (alter Adel und Nepoten im Rom des Seicento, Kunstpatronage der Medici-Dynastie) sowie Gender Studies (Bildpolitik von Regentinnen und Hofkünstlerinnen). 2018–23 leitete sie das Forschungsprojekt „Modellierung von Kulturgeschichte am Germanischen Nationalmuseum: Vermittlungskonzepte für das 21. Jahrhundert“ (VolkswagenStiftung). Innerhalb des DFG-Schwerpunktprogramms „Übersetzungskulturen der Frühen Neuzeit“ leitet sie das Projekt „Kunst und Krise: Transnationale und interkonfessionelle Übersetzungsprozesse in Bildkünsten und Architektur in Großbritannien, 1625-1727“ (DFG). 2021 richtete sie das Italienforum aus. 2024 folgt unter dem Motto Bild und Raum der 37. Deutsche Kongress für Kunstgeschichte (in Kooperation mit dem Deutschen Verband für Kunstgeschichte), Erlangen, 13.-17.3.2024.

## Publikationen (Auswahl)

### Monographien
- Berninis unbekanntes Meisterwerk. Die Galleria Colonna in Rom und die Kunstpatronage des römischen Uradels (Römische Studien der Bibliotheca Hertziana, Band 20), Hirmer, München 2007.
- Christiane von Lothringen am Hof der Medici. Geschlechterdiskurs und Kulturtransfer zwischen Florenz, Frankreich und Lothringen. 1589–1636. Michael Imhof Verlag, Petersberg 2017.
- Britain and the Continent, 1660-1727. Political Crisis and Conflict Resolution in Mural Paintings at Windsor, Chelsea, Chatsworth, Hampton Court and Greenwich. De Gruyter, Berlin / Boston 2021. doi:10.1515/9783110750775

### Herausgeberschaften
- Rom – Meisterwerke der Baukunst von der Antike bis heute. Festgabe für Elisabeth Kieven. Michael Imhof Verlag, Petersberg 2007.
- Un regista del gran teatro del barocco. Johann Paul Schor und die internationale Sprache des Barock (Römische Studien der Bibliotheca Hertziana, Band 21). Hirmer, München 2008. https://www.hirmerverlag.de/de/titel-87-2/johann_paul_schor_und_die_internationale_sprache_des_barock-434/
- mit Elisabeth Kieven: Europäische Galeriebauten. Galleries in a Comparative European Perspective. 1400–1800. Hirmer, München 2010. https://www.hirmerverlag.de/de/titel-1-1/europaeische_galeriebauten-441/
- Die Frauen des Hauses Medici. Politik, Mäzenatentum, Rollenbilder (1512–1743). Michael Imhof Verlag, Petersberg 2011.
- Medici Women as Cultural Mediators (1533–1743). Le donne di casa Medici e il loro ruolo di mediatrici culturali fra le corti d’Europa. Silvana Editoriale, Mailand 2011. https://www.silvanaeditoriale.it/libro/9788836622382 ISBN 978-8-83662-238-2
- Geschichte der Buchkunst: Vom Pergament zum E-Book. Eine Einführung. Michael Imhof Verlag, Petersberg 2013. ISBN 978-3-86568-802-6
- mit Manuel Teget-Welz: Das Museum neu erfinden? Dauerausstellungen im Wandel. Michael Imhof Verlag, Petersberg 2019. https://www.imhof-verlag.de/produkt/das-museum-neu-erfinden/
- Markgräfin Wilhelmine von Bayreuth und die Erlanger Universität: Künste und Wissenschaften im Dialog. Michael Imhof Verlag, Petersberg 2019. ISBN 978-3-7319-0898-2, https://www.imhofverlag.de/buecher/markgraefin-wilhelmine-von-bayreuth/ (Memento vom 18. Juli 2024 im Internet Archive)
- Kulturelle Transfers zwischen Großbritannien und dem Kontinent. 1680–1968. Michael Imhof Verlag, Petersberg 2019. https://www.imhofverlag.de/produkt/kulturelle-transfers/
- Faith, Politics and the Arts. Early Modern Transfer between Catholic and Protestant Cultures. Harrassowitz, Wiesbaden 2019. https://www.harrassowitz-verlag.de/Faith_Politics_and_the_Arts/titel_5834.ahtml
- mit Ute Verstegen: Farbe bekennen! Bilder im Spannungsfeld der Religionen vom frühen Christentum bis zur Kunst der Moderne. Michael Imhof Verlag, Petersberg 2020. https://www.imhofverlag.de/produkt/farbe-bekennen/
- mit Carolin Scheidel: Palladio, Vignola & Co. in Translation. Die Interpretation kunsttheoretischer Texte und Illustrationen in Übersetzungen der Frühen Neuzeit. Logos Verlag, Berlin 2020. https://www.logos-verlag.de/cgi-bin/engbuchmid?isbn=4555&lng=deu&id=
- mit Lukas Maier: Statusfragen. Neue Forschungen zu Herrscherinnen der Frühen Neuzeit aus intersektionaler Perspektive. FAU University Press, Erlangen 2022.  https://open.fau.de/handle/openfau/21448

## Belege
1. ↑  https://static1.squarespace.com/static/53220553e4b071ae9ccf3535/t/55b62a00e4b04c124b02d197/1438001664168/Beck+in+Forschung+und+Lehre-1.pdf
2. ↑  https://idw-online.de/de/news690361
3. ↑  https://www.kunstgeschichte.phil.fau.de/forschung/forschungsprojekte/modellierung-von-kulturgeschichte-am-beispiel-des-gnm/
4. ↑  https://www.spp2130.de/index.php/projektleiterinnen/
5. ↑  https://www.kunstgeschichte.phil.fau.de/forschung/forschungsprojekte/kunst-und-krise-art-and-crisis/
6. ↑  Forum Kunstgeschichte Italiens 2021. 30. Januar 2021, abgerufen am 10. Januar 2024 (deutsch).
7. ↑  Deutscher Verband für Kunstgeschichte e.V: 37. Deutscher Kongress für Kunstgeschichte. In: 37. Deutscher Kongress für Kunstgeschichte. Abgerufen am 10. Januar 2024.

| Personendaten    | Personendaten              |
| ---------------- | -------------------------- |
| NAME             | Strunck, Christina         |
| KURZBESCHREIBUNG | deutsche Kunsthistorikerin |
| GEBURTSDATUM     | 1970                       |
| GEBURTSORT       | München                    |